# Christian Jebe

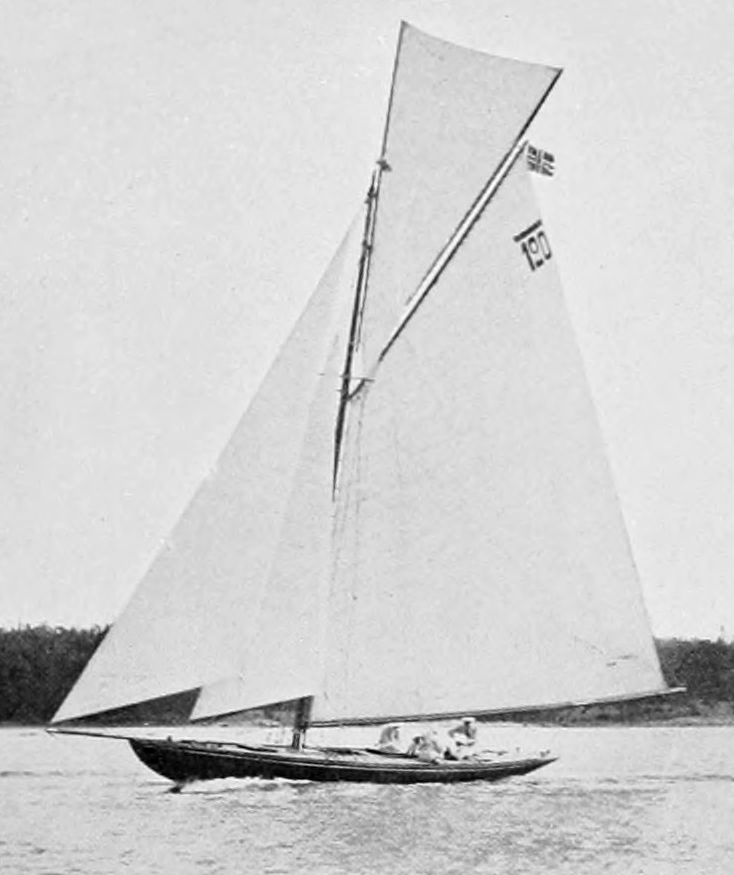
Jacht Taifun

Christian Fredrik Jebe (ur. 23 czerwca 1876 w Oslo, zm. 24 marca 1946 tamże) – norweski żeglarz, olimpijczyk, zdobywca złotego medalu w regatach na Letnich Igrzyskach Olimpijskich w 1912 roku w Sztokholmie.
Na Letnich Igrzyskach Olimpijskich 1912 zdobył złoto w żeglarskiej klasie 8 metrów. Załogę jachtu Taifun tworzyli również Thoralf Glad, Torleiv Corneliussen, Thomas Aass, Andreas Brecke.